# 万竹园 (济南)
万竹园位于中国山东省济南市市中区泺源大街西端路北（原围屏街以西、饮虎池街以东），东邻趵突泉，为庭院式住宅，兼有园林之雅，现为趵突泉公园的一部分。

## 历史
该园始建于元代，因园中多竹而得名。明代隆庆四年（公元1570年），内阁大学士、历城人殷士儋辞官归里，隐居于此，易园名为“通乐园”，取“万民同乐”之意，并建“川上精舍”于园中，在此授徒讲学论文，当时此园被称为殷家亭子、阁老亭。明亡后该园一度废为菜园，后归孀妇王氏所有，称为“王氏南园”。
清康熙三十一年（公元1692年），济南诗人王苹购入此园并在此定居，当时园内有望水泉、登州泉二泉，其中望水泉在金代《名泉碑》所载的济南七十二名泉中位列第二十四，于是王苹将园内筑于泉畔的书斋命名为“二十四泉草堂”，并自号“二十四泉居士”，其诗集也被称为《二十四泉草堂集》，王苹在草堂前后辟地种菜，并开凿池塘，导泉为溪，萦回园内。因园而定、倚泉而居对王苹的生活和创作产生了重要影响，此后济南在其诗文中多被称为“吾郡”、“吾州”、“余家济南”，在文末也多署有“济南王苹”。
王苹之后万竹园复沦为菜园，清末民初年间，北洋军阀、曾任山东督军兼省长的张怀芝在古园旧址上营建公馆，历时十年而成，人称张家花园。1929年国民党济南市党部曾设于该园，抗战期间又作为日本统治下的“华北棉产改进会山东分会”。1951年，所有前后院落由张氏后人卖与政府，先后作为山东省卫生厅、山东省检察院使用。1984年该园经全面整修后对外开放，次年在院内辟设了李苦禅纪念馆，供收藏和展出李苦禅的画作。1995年冬该园被并入趵突泉公园，成为公园的跨院，并用于举办各种展览。1999年拆除了两园之间的围墙，两园合为一体，万竹园成为了趵突泉公园的园中园。

## 布局与建筑

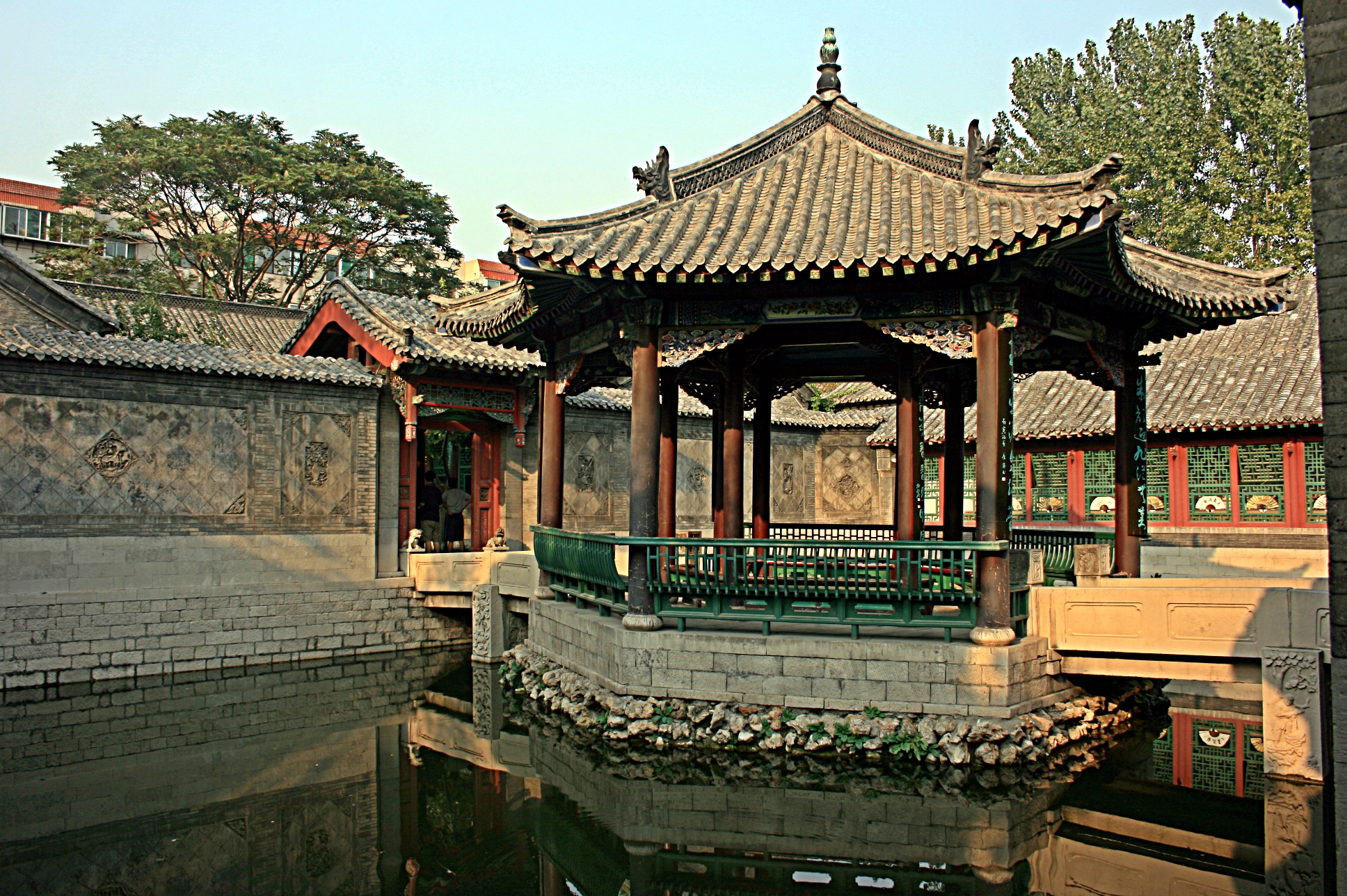
万竹园内的一处亭台

该园基本保留了张家花园的建筑布局，体现了济南四合院的旧式风貌，为民国初年济南典型的官僚住宅模型。
受明清以来北方宅院布局的影响，该园以砖石结构的住宅为主，兼带花园。住宅部分分东院、西院、南院三个大院落，呈品字形排列，其间穿插有多进小院落，各个院落之间彼此相通、层层套进，连为一体，共有13个庭院。其中东院为张怀芝的住宅院，西院为客厅院，除客厅外也包括家祠、运动场与藏书楼，三院加上位于西部的花园部分共占地40余亩。园内曲廊环绕，院院相连，楼台亭阁参差错落，结构紧凑，布局讲究，并植有竹、柏、芭蕉、玉兰等多种花木，存有望水泉、东高泉、白云泉等多处名泉。园中的大量细腻逼真、精美雅致的石雕、木雕、砖雕被称为万竹园“三绝”。